# Tunel Sasago
Tunel Sasago – tunel drogowy w ciągu autostrady Chūō w Japonii, położony ok. 80 kilometrów na zachód od Tokio. Został otwarty w 1977 roku. 
2 grudnia 2012 roku o godzinie 8:00, w tunelu z nieznanych przyczyn na jadące samochody spadły betonowe płyty z sufitu. Uszkodzone pojazdy stanęły w ogniu. Zginęło 9 osób, a dwie zostały ranne. W chwili katastrofy w tunelu znajdowało się około 30 samochodów.